# Dominek
Dominek (kaszb. Domink lub też Domënk, niem. Dominke) – osada w Polsce położona w województwie pomorskim, w powiecie słupskim, w gminie Ustka. 
Wieś jest częścią składową sołectwa Gąbino.
W latach 1975–1998 miejscowość administracyjnie należała do województwa słupskiego.
W miejscowości był przystanek kolejowy Dominek.

## Nazwa
Nazwa jest wzmiankowana po raz pierwszy w 1628 i ma pochodzenie słowiańskie. Ma charakter dzierżawczy i powstała ze zdrobnienia nazwy własnej Domin przy pomocy formantu -k. Friedrich Lorentz odnotował dwa warianty nazwy w lokalnych gwarach słowińskich: Dɵmjḯnk, Dɵmjį́nk. Nazwa niemiecka jest adaptacją fonetyczną pierwotnej nazwy słowiańskiej.
Rada Języka Kaszubskiego proponuje kaszubską formę nazwy Domink.